# The Last Tycoon
The Last Tycoon (em português, O Último MagnataBR ou O Último MagnateEU) é um filme norte-americano de 1976 do gênero drama, dirigido por Elia Kazan, com roteiro baseado no livro O Último Magnata de F. Scott Fitzgerald.

## Sinopse
Filme conta as relações conturbadas de um produtor de Hollywood nos anos 1930.

## Elenco
- Robert De Niro	 … 	Monroe Stahr
- Tony Curtis	 … 	Rodriguez
- Robert Mitchum	 … 	Pat Brady
- Jeanne Moreau	 … 	Didi
- Jack Nicholson	 … 	Brimmer
- Donald Pleasence	 … 	Boxley
- Ray Milland	 … 	Fleishacker
- Dana Andrews	 … 	Red Ridingwood
- Ingrid Boulting	 … 	Kathleen Moore
- Peter Strauss	 … 	Wylie
- Theresa Russell	 … 	Cecilia Brady
- Tige Andrews	 … 	Popolos
- Morgan Farley	 … 	Marcus
- John Carradine	 … 	guia de turismo
- Jeff Corey	         … 	médico
- Diane Shalet	 … 	secretária de Stahr
- Seymour Cassel	 … 	treinador de focas
- Anjelica Huston	 … 	Edna
- Bonnie Bartlett	 … 	secretária de Brady
- Sharon Masters	 … 	secretária de Brady
- Eric Christmas	 … 	Norman
- Leslie Curtis	 … 	sra. Rodriguez
- Lloyd Kino	         … 	Butler
- Brendan Burns	 … 	assistente de direção
- Carrie Miller	 … 	mulher no restaurante
- Peggy Feury	 … 	cabeleireira
- Betsy Jones-Moreland… 	Lady
- Patricia Singer	 … 	garota na praia
- Pamela Guest	 … 	secretária de Stahr

## Prêmios e indicações
Oscar (1977)
- Indicado na categoria melhor direção de arte